# Message Handling System
Il Message Handling System (MHS) è un importante protocollo di posta elettronica sviluppato da Action Technologies, Inc. (ATI) nel 1986. Novell lo concesse in licenza nel 1988 e successivamente lo acquistò.

## Client di posta elettronica
Negli anni '80 e '90, un'ampia gamma di client di posta elettronica utilizzava MHS, tra cui:
- Para-Mail - Paradox Development introdusse la versione 2.0 insieme a Novell al Comdex 1986.
- DaVinci Email - Il primo client di posta elettronica su Microsoft Windows inizialmente utilizzava MHS.
- Pegasus Mail - Un client di posta gratuito, utilizzava MHS come protocollo nativo.[1]
- ExpressIT! e ExpressIT! 2000 - Client di posta elettronica di Infinite Technologies, conformi a MHS.
- FirstMail - Una versione ridotta di Pegasus Mail, in bundle con alcune versioni di NetWare.
- Futurus TEAM - Primo pacchetto groupware che offre un client di posta elettronica conforme a MHS.
- MacAccess - Un client di posta elettronica basato su Apple Macintosh MHS.

## Ruolo come gateway
MHS nacque come un sistema molto personalizzabile. Questa sua caratteristica, oltre alla spinta di Novell, gli permise di diventare popolare nei primi anni '90: il suo utilizzo principale era quello di fungere da "collante" tra i sistemi di posta elettronica proprietari dell'epoca e i concorrenti basati su standard SMTP e X.400. Per sua sfortuna, ciò non durò molti anni: dal 1996 in poi infatti era sempre più palese che l'SMTP su Internet gli avrebbe privato questo ruolo.

## Declino
Novell supportò sempre meno il progetto dopo l'acquisto di WordPerfect nel 1994: l'obiettivo dell'azienda infatti diventò quello di trasformare WordPerfect Office in GroupWise, togliendo di conseguenza risorse ed energie ad MHS.
Più o meno nello stesso periodo, la fiducia nel futuro di X.400 crollò a causa di idee sbagliate e metodi di indirizzamento troppo complessi. Ciò diede un'ulteriore spinta al protocollo SMTP, che sostituì MHS nel suo ruolo di "collante".